# (19965) 1987 RO1
1987 أر أو 1 (ويعرف أيضًا باسم (19965) 1987 أر أو 1 وفق تسمية الكوكب الصغير) (بالإنجليزية: 1987 RO1)‏ هو كويكب ضمن حزام الكويكبات؛ وترتيبه 19965 من حيث الاكتشاف.
اكتُشف هذا الجُرم الفلكي بواسطة هنري ديبهون في 14 سبتمبر 1987.

## وصلات خارجية
- (19965) 1987 RO1 في قاعدة بيانات مختبر الدفع النفاث لأجرام النظام الشمسي الصغيرة

- الاكتشاف · مخطط المدار ·  العناصر المدارية · المعلمات المادية

- (19965) 1987 RO1 على موقع ويكي سكاي: DSS2, SDSS, GALEX, IRAS, Hydrogen α, X-Ray, Astrophoto, Sky Map, Articles and images